# Guerra argentino-brasiliana
La guerra argentino-brasiliana (lingua spagnola: guerra del Brasil, lingua portoghese: guerra da Cisplatina) fu un conflitto armato combattuto nell'area della Banda Orientale  (moderni Uruguay e Rio Grande do Sul occidentale) negli anni tra il 1820 e il 1830 tra l'Argentina e l'Impero del Brasile.

## Inizi
La Banda Oriental si rivoltò contro gli spagnoli nel 1811 sotto il comando di José Gervasio Artigas. 
La zona diventò Provincia Orientale nel 1813, parte di una lega federale di province, la Liga Federal delle Province Unite del Río de la Plata. La Liga venne invasa dalle forze del Portogallo e del Brasile nel 1816 e si dissolse quattro anni dopo, con le province che vennero integrate nelle Province Unite.
Nel 1821, dopo la sconfitta di Artigas nella battaglia di Tacuarembó e con il sostegno delle famiglie aristocratiche locali, la Provincia Orientale venne ri-annessa dal Portogallo con il nome di Província Cisplatina, dando alla nazione iberica una posizione strategica sul Río de la Plata, potendo controllare il porto principale delle Province Unite. Dopo che Pietro I dichiarò il Brasile indipendente, la Província Cisplatina diventò parte dell'Impero del Brasile.

## Il conflitto

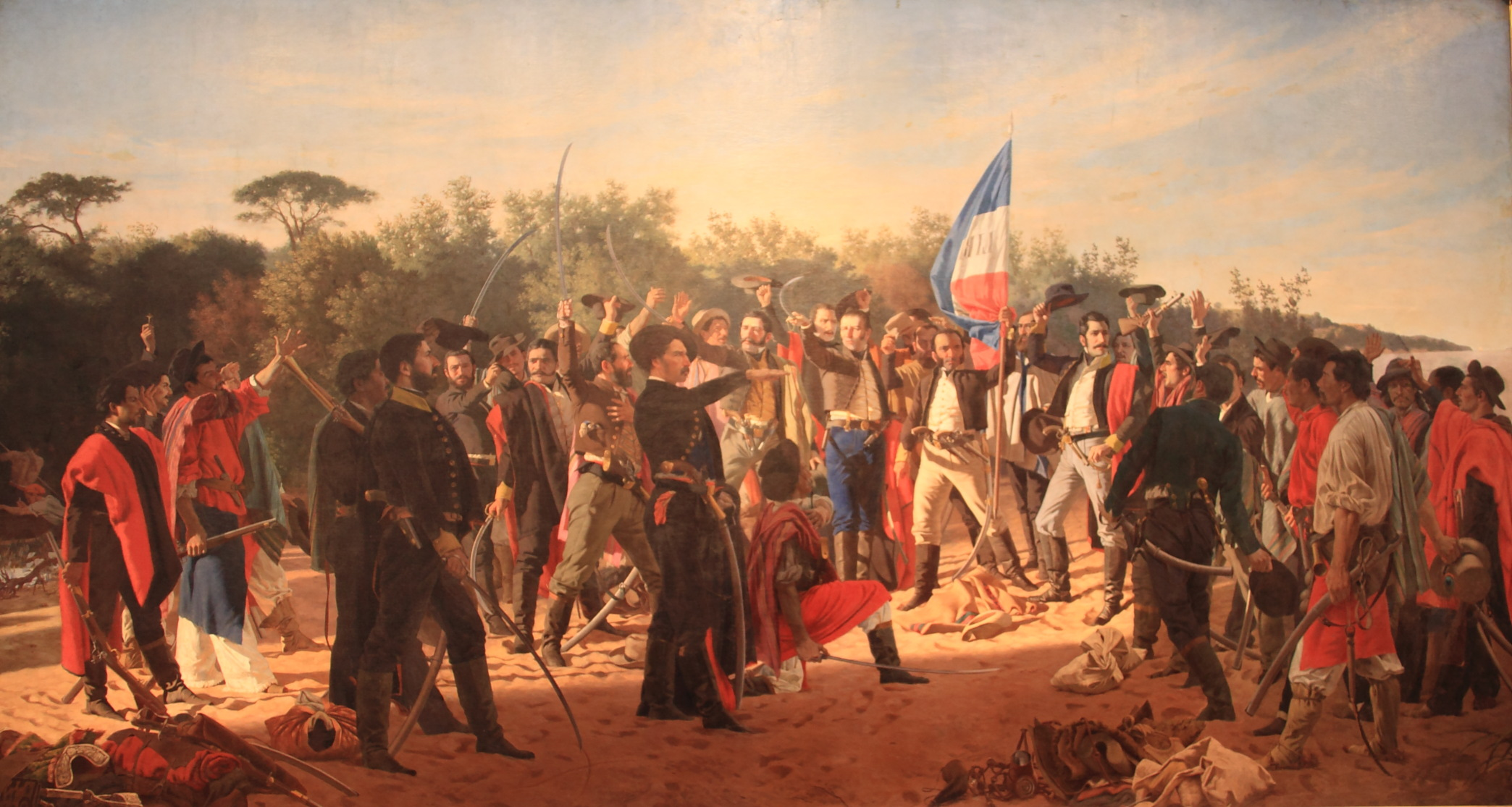
Il giuramento dei Trentatré Orientali alla Provincia Orientale

Con l'intenzione di riprendere possesso della Provincia Orientale o Cisplatina, la Confederazione delle Province Unite del Río de la Plata convinse la gente della Banda Orientale, capeggiata da Juan Antonio Lavalleja, a ribellarsi al dominio brasiliano, dando loro sostegno politico e materiale.
Entrambi gli stati erano legati all'impero britannico economicamente, e il mediatore di guerra George Canning ricoprì un ruolo importante nel risultato del conflitto. Dopo anni di resistenza da parte dei secessionisti (Fructuoso Rivera e Lavalleja, il Congresso dei Deputati della Provincia Orientale si incontrò nel 1825 a La Florida e dichiarò l'indipendenza dall'impero portoghese, stabilendo la propria appartenenza alle Province Unite. La dichiarazione di guerra fu la risposta del Brasile.
L'imperatore Pietro I rispose con il blocco del Río de la Plata e dei porti di Buenos Aires e Montevideo. La base principale della flotta argentina venne spostata a sud, prima a Ensenada e poi a Carmen de Patagones. Il Brasile cercò di catturare Carmen de Patagones nel 1827, per bloccare ancora di più il commercio argentino, ma le truppe vennero respinte dai civili.
Le due marine che si affrontarono nel Río de la Plata e nell'Atlantico meridionale erano per molti versi opposte. Il Brasile era una grande potenza navale con 96 navi da guerra, grandi e piccole, un vasto commercio costiero e un grande commercio internazionale svolto principalmente da navi britanniche, francesi e americane. Le Provincie Unite del Río de la Plata avevano legami commerciali internazionali simili ma avevano poche pretese navali. La sua marina era composta solo da una mezza dozzina di navi da guerra e da poche cannoniere per la difesa del porto. Entrambe le marine erano a corto di marinai indigeni e facevano affidamento su ufficiali e uomini britannici e, in misura minore, americani e francesi, i più notevoli dei quali erano il comandante argentino, l'ammiraglio William Brown, nato in Irlanda, e il comandante della flotta brasiliana. squadrone costiero, il commodoro inglese James Norton. La strategia dei due nazioni riflettevano le loro rispettive posizioni. I brasiliani imposero immediatamente un blocco sul Río de la Plata e sul commercio di Buenos Aires, mentre gli argentini tentarono invano di sfidare il blocco usando lo squadrone di Brown mentre scatenavano uno sciame di corsari per attaccare il commercio marittimo brasiliano nell'Atlantico meridionale dalle loro basi a Ensenada e più distante Carmen de Patagones. Gli argentini hanno ottenuto alcuni notevoli successi, in particolare sconfiggendo la flottiglia brasiliana sul fiume Uruguay nella battaglia di Juncal e respingendo un attacco brasiliano a Carmen de Patagones. Ma nel 1828, il numero superiore degli squadroni di blocco del Brasile aveva effettivamente distrutto la forza navale di Brown nella battaglia di Monte Santiago e stava strangolando con successo il commercio di Buenos Aires e le entrate del governo che generava.
L'esercito argentino attraversò il Río de la Plata, piazzando il suo campo vicino a Durazno, mentre il generale Carlos María de Alvear stava entrando nel territorio brasiliano.
Il Visconte di Barbacena, a capo delle truppe imperiali, si scontrò con gli argentini nella battaglia di Ituzaingó. Pietro I iniziò l'offensiva terrestre alla fine del 1826, radunando le truppe nel meridione della nazione, composte da volontari e mercenari europei. Vi furono problemi nell'organizzazione, in quanto le province del Brasile soffrivano di tentativi di ribellioni popolari.
La mancanza di uomini rallentò la marcia contro gli Orientali sostenuti dall'esercito argentino. La guerra si manifestò in molte piccole battaglie, la più grande delle quali fu la battaglia di Ituzaingó.
Nel 1828 Rivera riconquistò il territorio delle Missioni Orientali.

## Battaglie
- Battaglia del Rincón 24 settembre 1825
- Battaglia di Sarandí 12 ottobre 1825
- Battaglia di Bacacay 13 febbraio 1827
- Battaglia di Ombú 16 febbraio 1827
- Battaglia di Ituzaingó 20 febbraio 1827
- Battaglia di Camacuã 23 aprile 1827
- Battaglia di Yerbal 25 maggio 1827
- Battaglia di Padre Filiberto 22 febbraio 1828
- Battaglia di Las Cañas 15 aprile 1828

## Conseguenze
La guerra andò avanti per un altro anno con mischie inconcludenti a terra tra piccoli gruppi di uomini da ogni lato.
L'Impero del Brasile raggiunse il dominio navale con la battaglia di Monte Santiago poco dopo il trionfo repubblicano a Ituzaingó. Sul terreno, le città di Montevideo e Colonia del Sacramento rimasero sotto il controllo del Brasile.
Pertanto, anche le azioni delle Marine hanno avuto un ruolo nell'esito del conflitto.
(La lettera di Ponsonby a George Canning)
A proposito, José de San Martín è stato molto chiaro al riguardo. Disse a Tomás Guido nel luglio 1827:
A causa dell'elevato costo della guerra e delle difficoltà per i commerci con il Regno Unito e le Province Unite, vennero iniziati dei colloqui a Rio de Janeiro. Con la Francia e il Regno Unito come arbitri, le Province del Río de la Plata e l'Impero del Brasile siglarono il trattato di Montevideo, che stabilì l'indipendenza della Provincia Orientale, che divenne l'Estado Oriental del Uruguay. La parte orientale del territorio delle Missioni Orientali venne data al Brasile.
In Brasile la perdita della Provincia Cisplatina contribuì al malcontento verso il governo di Pietro I, dopo una guerra già impopolare. 
L'impero inglese ottenne una zona di commercio libero nella posizione strategica del Río de la Plata.